# Senna neglecta
Senna neglecta är en ärtväxtart som först beskrevs av Julius Rudolph Theodor Vogel, och fick sitt nu gällande namn av Howard Samuel Irwin och Rupert Charles Barneby. Senna neglecta ingår i släktet sennor, och familjen ärtväxter.

## Underarter
Arten delas in i följande underarter:
- S. n. furnicola
- S. n. grandiflora
- S. n. neglecta
- S. n. oligophylla